# What You Know Bout Love
What You Know Bout Love è un singolo del rapper statunitense Pop Smoke, pubblicato il 9 ottobre 2020 come quinto estratto dal primo album in studio Shoot for the Stars, Aim for the Moon.

## Descrizione
Quindicesima traccia dell'album, ha ricevuto popolarità grazie alla piattaforma TikTok, come accaduto con i precedenti singoli Mood Swings e For the Night. Musicalmente il brano è strutturato sopra ad un campionamento di Differences, singolo di Ginuwine del 2001, ed è stato descritto come una canzone R&B.

## Video musicale
Il video musicale, contenente la partecipazione di Gunna, è stato reso disponibile attraverso il canale YouTube del rapper il 22 dicembre 2020. Diretto da Oliver Cannon, è un alternarsi di scene dove Pop Smoke registra dei brani in studio, si esibisce in concerto, celebra il successo e viaggia per lavoro. A fine video è presente un videomessaggio dell'artista: «non so chi ha bisogno di sentire questo, fratello, ma non lasciare che nessuno ti dica che non puoi fare niente. Qualunque cosa tu voglia fare, fallo e basta. Non guardarti indietro».

## Successo commerciale
Nella Official Singles Chart britannica il brano ha debuttato al 27º posto nella pubblicazione del 1º ottobre 2020 grazie a 14 274 unità, diventando l'ottava entrata in classifica del rapper. Dopo due settimane è salito al 9º posto con 27 162 copie vendute, segnando la terza top ten dell'artista.

## Classifiche

### Classifiche settimanali
| Classifica (2020-21) | Posizione massima |
| -------------------- | ----------------- |
| Australia            | 5                 |
| Austria              | 9                 |
| Belgio (Fiandre)     | 26                |
| Belgio (Vallonia)    | 38                |
| Canada               | 16                |
| Danimarca            | 12                |
| Finlandia            | 14                |
| Francia              | 28                |
| Germania             | 12                |
| Grecia               | 5                 |
| Irlanda              | 7                 |
| Islanda              | 18                |
| Italia               | 28                |
| Lituania             | 9                 |
| Norvegia             | 3                 |
| Nuova Zelanda        | 6                 |
| Paesi Bassi          | 12                |
| Portogallo           | 5                 |
| Regno Unito          | 4                 |
| Repubblica Ceca      | 10                |
| Romania              | 81                |
| Singapore            | 24                |
| Slovacchia           | 24                |
| Spagna               | 92                |
| Stati Uniti          | 9                 |
| Svezia               | 6                 |
| Svizzera             | 8                 |
| Ungheria             | 17                |

### Classifiche di fine anno
| Classifica (2020) | Posizione |
| ----------------- | --------- |
| Portogallo        | 102       |
| Regno Unito       | 90        |
| Svezia            | 97        |
| Ungheria          | 73        |
| Classifica (2021) | Posizione |
| Australia         | 61        |
| Canada            | 62        |
| Francia           | 129       |
| Portogallo        | 100       |
| Stati Uniti       | 22        |

## Date di pubblicazione
| Paese       | Data di pubblicazione | Formato                | Etichetta               | Note   |
| ----------- | --------------------- | ---------------------- | ----------------------- | ------ |
| Regno Unito | 9 ottobre 2020        | Contemporary hit radio | Victor Victor, Republic | [ 18 ] |
| Italia      | 30 ottobre 2020       | Contemporary hit radio | Universal Italia        | [ 45 ] |